# Ersparniskasse Rüeggisberg
Die Ersparniskasse Rüeggisberg Genossenschaft ist eine in Rüeggisberg und Umgebung verankerte, 1835 gegründete Schweizer Regionalbank. Neben ihrem Hauptsitz verfügt die Bank über eine Filiale in Zimmerwald.
Ihr Tätigkeitsgebiet liegt im Retail Banking, im Hypothekargeschäft und im Bankgeschäft mit kleinen und mittleren Unternehmen. Die in Form einer Genossenschaft organisierte Bank beschäftigt 14 Mitarbeiter und hatte per Ende 2016 eine Bilanzsumme von 321 Millionen Schweizer Franken.
Das Bankinstitut wurde 1835 durch den Tierarzt und Unterstatthalter Rudolf Trachsel gegründet und von ihm bis 1884 präsidiert. Die Kasse hatte den Zweck, den Bürgern und Einwohnern der Gemeinde Rüeggisberg die Möglichkeit zu bieten, ihre Ersparnisse sicher anzulegen. Später wurde die Ersparniskasse auch für Auswärtige geöffnet, sie beschränkte jedoch ihre Geschäftstätigkeit auf die umliegende Region des Längenberggebietes. 2002 eröffnete die Ersparniskasse Rüeggisberg eine Filiale im nahe gelegenen Zimmerwald.